# Sugith Varughese
Sugith Varughese (Kochi, 25 aprile 1957) è un attore e sceneggiatore indiano naturalizzato canadese.

## Biografia
Nato a Cochin, in Kerala (India), da una famiglia siriaca cristiana di San Tommaso, emigrò a Saskatoon, da bambino, quando suo padre, neurochirurgo, ottenne un incarico professionale in quel paese. La lingua madre della sua famiglia è il malayalam. Essendo cresciuto nel Canada occidentale anglofono, parla inglese con naturalezza con accento canadese. Qualche volta imita una varietà di accenti sud-asiatici quando interpreta ruoli drammatici che lo richiedono.
Ha studiato presso l'Università del Saskatchewan, dove ha acquisito una doppia specializzazione in pre-medicina e teatro, proseguendo poi con una laurea triennale in teatro presso l'Università del Minnesota a Minneapolis e un Master in Belle Arti presso la York University di Toronto. 
Ha scritto, interpretato e diretto produzioni cinematografiche e televisive in Canada e negli Stati Uniti. 
È stato il primo membro di una minoranza visibile ad essere ammesso al Canadian Film Centre come sceneggiatore e regista. 
Come regista, è stato candidato e ha vinto diversi premi per il cinema, la televisione e i festival cinematografici canadesi.

## Filmografia parziale
- RoboCop – serie TV, un episodio (1994)
- Relic Hunter – serie TV, 2 episodi (1999-2000)
- Metropia – serie TV (2004-2005)
- La piccola moschea nella prateria (Little Mosque on the Prairie) – serie TV, 19 episodi (2007-2011)
- The Strain – serie TV, 4 episodi (2015)
- The Girlfriend Experience – serie TV, 7 episodi (2016)
- Kim's Convenience – serie TV, 25 episodi (2016-2021)
- Northern Rescue – serie TV, un episodio (2019)
- Clifford the Big Red Dog – serie TV, 19 episodi (2019-2021) – voce
- Transplant – serie TV, 29 episodi (2020-2024)

## Doppiatori italiani
Nelle versioni in italiano delle opere in cui ha recitato, Sugith Varughese è stato doppiato da:
- Danilo De Girolamo in RoboCop
- Marco De Risi in Relic Hunter (ep. 2x02)
- Alessandro Budroni in The Girlfriend Experience
- Emanuele Durante in Northern Rescue
- Francesco Trifilio in Transplant (st. 1-3)
- Francesco Cavuoto in Transplant (st. 4)